# Rafał Lipiński
Rafał „Lipek” Lipiński (ur. 29 grudnia 1991 w Poznaniu) – polski koszykarz specjalizujący się w wykonywaniu wsadów (tzw. dunker). Zwycięzca wielu prestiżowych konkursów wsadów, uważany za jednego z najlepszych specjalistów w tej konkurencji. Pięciokrotny mistrz świata w ramach cyklu FIBA 3x3 World Tour.

## Życiorys
Początkowo uprawiał koszykówkę w „klasycznej” odmianie. W wieku 16 lat wykonał pierwszy wsad w życiu. W 2012 roku osiągnął pierwszy poważny sukces na arenie międzynarodowej, zwyciężając w rozgrywanym w Barcelonie w ramach Nike World Basketball Festival 2012 konkursie wsadów. W tym samym roku w konkursie Nike+ Basketball Dunk Showcase został nominowany przez LeBrona Jamesa do grona finałowej „dwójki”, zajmując ostatecznie drugą pozycję. W 2012 roku zwyciężył w mistrzostwach świata dunkerów w Miami, broniąc tytułu również rok później w Stambule. W 2014 roku zwyciężył w konkursie wsadów podczas Meczu Gwiazd Bundesligi. W tym samym roku zdobył po raz trzeci z rzędu mistrzostwo świata dunkerów w ramach organizowanego przez Międzynarodową Federację Koszykarską cyklu FIBA 3x3 World Tour. W 2014 roku wygrał konkurs wsadów podczas rozgrywanego w Paryżu turnieju koszykówki ulicznej Quai 54. Sukces ten powtórzył rok później. W tym samym roku (2015) zwyciężył w konkursie wsadów rozgrywanym w ramach Igrzysk Europejskich 2015. W tym samym roku po raz czwarty został mistrzem świata dunkerów w ramach cyklu FIBA 3x3 World Tour. 29 października 2017 wygrał w tym turnieju po raz piąty.
Jego wyskok maksymalny wynosi około 124 centymetry.
W 2017 wystąpił w amerykańskiej produkcji – Slamma Jamma, gdzie zagrał rolę dunkera Franka Frondheima.